# Куп Црне Горе у фудбалу 2015/16.
Куп Црне Горе у сезони 2015/16. је било десето такмичење организовано од стране фудбалског савеза Црне Горе од оснивања 2006. и то је први степен куп такмичења у Црној Гори.
У купу учествује 30 клубова, 12 из Прве и 12 из Друге лиге, док су преосталих шест клубова финалисти регионалних купова, Сјеверне, Средње и Јужне регије. У првој рунди слободни су прошлогодишњи финалисти Младост и Петровац. Вољом жријеба, у првој рунди слободан је Ибар из Рожаја.
У првој рунди се игра једна утакмица, док се у осмини финала, четвртфиналу и полуфиналу играју по двије утакмице. Финале Купа игра се на Стадиону под Горицом.

## Клубови учесници у сезони 2015/16.
| Клуб                 | Мјесто      | Стадион                 | Капацитет |
| -------------------- | ----------- | ----------------------- | --------- |
| ФК Беране            | Беране      | Градски стадион         | 11.000    |
| ФК Бокељ             | Котор       | Стадион под Врмцем      | 5.000     |
| ФК Братство          | Подгорица   | Стадион Братства        | 1.000     |
| ФК Брсково           | Мојковац    | Стадион ФК Брсково      | 1.000     |
| ФК Будућност         | Подгорица   | Стадион под Горицом     | 15.230    |
| ФК Графичар          | Подгорица   | Стадион на Конику       | 750       |
| ФК Грбаљ             | Радановићи  | Стадион Доња Сутвара    | 1.500     |
| ФК Дечић             | Подгорица   | Стадион Тушко поље      | 5.000     |
| ФК Зета              | Подгорица   | Стадион Трешњица        | 5.000     |
| ФК Зора              | Спуж        | Градски стадион Спуж    | 3.000     |
| ФК Ибар              | Рожаје      | Банџово брдо            | 2.500     |
| ФК Игало             | Игало       | Стадион Солила          | 1.600     |
| ФК Искра             | Даниловград | Стадион браће Велашевић | 2.000     |
| ФК Јединство         | Бијело Поље | Градски стадион         | 4.000     |
| ФК Језеро            | Плав        | Стадион под Рацином     | 5.000     |
| ФК Ком               | Подгорица   | Стадион Златица         | 3.000     |
| ФК Ловћен            | Цетиње      | Стадион Обилића пољана  | 5.000     |
| ФК Младост           | Подгорица   | Стадион ФК Младост      | 2.000     |
| ФК Младост Љешкопоље | Подгорица   | Стадион ФК Бубамара     | 1.000     |
| ФК Морнар            | Бар         | СРЦ Тополица            | 2.500     |
| ФК Петњица           | Петњица     | Стадион Гусаре          | 1.000     |
| ОФК Петровац         | Петровац    | Стадион под Малим брдом | 1.630     |
| ФК Раднички Беране   | Беране      | Градски стадион         | 11.000    |
| ФК Рудар             | Пљевља      | Стадион под Голубињом   | 10.000    |
| ФК Слога             | Бар         | СРЦ Тополица            | 2.500     |
| ФК Сутјеска          | Никшић      | Стадион крај Бистрице   | 6.180     |
| ФК Фер Плеј          | Цетиње      | Градски стадион         | 4.000     |
| ФК Хајдук            | Бар         | Стадион СРЦ Тополица    | 2.500     |
| ФК Цетиње            | Цетиње      | Стадион Обилића пољана  | 5.000     |

## 1/16 финала
| пар | Клуб      | резултат | Клуб              | датум               |
| --- | --------- | -------- | ----------------- | ------------------- |
| 1   | Слога     | 0:1      | Младост Љешкопоље | 15. септембар 2015. |
| 2.  | Братство  | 0:3      | Сутјеска          | 16. септембар 2015. |
| 3.  | Рудар     | 1:0      | Раднички          | 16. септембар 2015. |
| 4.  | Петњица   | 0:3      | Бокељ             | 16. септембар 2015. |
| 5.  | Зора      | 0:1      | Дечић             | 16. септембар 2015. |
| 6.  | Графичар  | 1:4      | Грбаљ             | 16. септембар 2015. |
| 7.  | Цетиње    | 1:2      | Ловћен            | 16. септембар 2015. |
| 8.  | Зета      | 3:1      | Игало             | 16. септембар 2015. |
| 9.  | Брсково   | 2:1      | Језеро            | 16. септембар 2015. |
| 10. | Будућност | 5:0      | Беране            | 16. септембар 2015. |
| 11. | Хајдук    | 1:2      | Јединство         | 16. септембар 2015. |
| 12. | Фер Плеј  | 0:7      | Морнар            | 16. септембар 2015. |
| 13. | Ком       | 1:2      | Искра             | 16. септембар 2015. |

### Извјештај
| Слога | 0:1 | Младост Љешкопоље   |
| ----- | --- | ------------------- |
|       |     | Илија Бојановић 18’ |

| Братство | 0:3 | Сутјеска                                                    |
| -------- | --- | ----------------------------------------------------------- |
|          |     | Борис Булајић 32’ · Дејан Зарубица 37’ · Дејан Зарубица 51’ |

| Рудар              | 1:0 | Раднички |
| ------------------ | --- | -------- |
| Драшко Божовић 47’ |     |          |

| Петњица | 0:3 | Бокељ                                                  |
| ------- | --- | ------------------------------------------------------ |
|         |     | Дејан Пржица 19’ · Дејан Пржица 40’ · Дејан Пржица 69’ |

| Зора | 0:1 | Дечић            |
| ---- | --- | ---------------- |
|      |     | Игор Ламбулић 2’ |

| Графичар         | 1:4 | Грбаљ                                                                                |
| ---------------- | --- | ------------------------------------------------------------------------------------ |
| Иван Васовић 15’ |     | Бојан Копитовић 34’ · Војин Павловић 44’ · Петар Чолаковић 54’ · Горан Милојко (пен) |

| Цетиње                | 1:2 | Ловћен                                      |
| --------------------- | --- | ------------------------------------------- |
| Илија Радуновић 90+2’ |     | Владислав Рогошић 34’ · Блажо Перутовић 52’ |

| Зета                                                              | 3:1 | Игало               |
| ----------------------------------------------------------------- | --- | ------------------- |
| Стефан Цветановић 7’ · Миљан Влаисављевић 52’ · Изет Билиалов 66’ |     | Миодраг Караџић 21’ |

| Брково                                  | 2:1 | Језеро           |
| --------------------------------------- | --- | ---------------- |
| Никола Радуловић 30’ · Никола Минић 90’ |     | Емир Чекић (пен) |

| Будућност                                                                                                | 5:0 | Беране |
| --- | --- | ------ |
| Марко Илинчић 1’ · Ристо Радуновић (пен) · Милан Вушуровић 35’ · Момчило Распоповић 44’ · Дени Хочко 55’ |     |        |

| Хајдук            | 1:2 | Јединство                               |
| ----------------- | --- | --------------------------------------- |
| Вук Мирановић 63’ |     | Коча Крстовић (пен) · Коча Крстовић 28’ |

| Фер Плеј | 0:7 | Морнар |
| -------- | --- | --- |
|          |     | Немања Леверда 7’ · Бојан Калезић 35’ · Вуле Вујачић 70’ · Богдан Богдановић 72’ · Бојан Калезић 82’ · Немања Леверда 86’ · Вуле Вујачић 87’ |

| Ком                  | 1:2 | Искра                                                |
| -------------------- | --- | ---------------------------------------------------- |
| Немања Булатовић 59’ |     | Стеван Павићевић 16’ · Обагбемиро Оласени Самсон 78’ |

## Осмина финала
| пар | Клуб     | укупан рез. | Клуб              | 1. утак. | 2. утак. |
| --- | -------- | ----------- | ----------------- | -------- | -------- |
| 1   | Ибар     | 1:7         | Дечић             | 0:2      | 1:5      |
| 2.  | Петровац | 1:2         | Морнар            | 0:1      | 1:1      |
| 3.  | Рудар    | 4:0         | Сутјеска          | 1:0      | 3:0      |
| 4.  | Бокељ    | 4:2         | Искра             | 3:0      | 1:2      |
| 5.  | Грбаљ    | 1:6         | Будућност         | 1:2      | 0:4      |
| 6.  | Младост  | 2:0         | Јединство         | 2:0      | 0:0      |
| 7.  | Ловћен   | 5:3         | Младост Љешкопоље | 3:0      | 2:3      |
| 8.  | Зета     | 4:2         | Брсково           | 3:0      | 1:2      |

### Извјештај

#### Прве утакмице
| Ловћен                                              | 3:0 | Младост Љешкопоље |
| --------------------------------------------------- | --- | ----------------- |
| Иван Јаблан 13’ · Милош Ђалац 23’ · Милош Ђалац 27’ |     |                   |

| Рудар             | 1:0 | Сутјеска |
| ----------------- | --- | -------- |
| Иван Кнежевић 89’ |     |          |

| Петровац | 0:1 | Морнар             |
| -------- | --- | ------------------ |
|          |     | Немања Леверда 59’ |

| Бокељ                                                         | 3:0 | Искра |
| ------------------------------------------------------------- | --- | ----- |
| Дејан Которац 42’ · Дејан Пепић 45+1’ · Александар Шћекић 49’ |     |       |

| Ибар | 0:2 | Дечић                               |
| ---- | --- | ----------------------------------- |
|      |     | Игор Ламбулић 8’ · Илир Цамај (пен) |

| Грбаљ              | 1:2 | Будућност                                 |
| ------------------ | --- | ----------------------------------------- |
| Марко Раичевић 68’ |     | Марко Илинчић 34’ · Ристо Радуновић (пен) |

| Младост                                 | 2:0 | Јединство |
| --------------------------------------- | --- | --------- |
| Иван Нововић 45+2’ · Лука Пејовић (пен) |     |           |

| Зета                                                                 | 3:0 | Брсково |
| -------------------------------------------------------------------- | --- | ------- |
| Дарко Бједов 36’ · Миљан Влаисављевић 44’ · Миљан Влаисављевић 45+1’ |     |         |

#### Друге утакмице
| Младост Љешкопоље                                            | 3:2 | Ловћен                               |
| ------------------------------------------------------------ | --- | ------------------------------------ |
| Милош Ћетковић 56’ · Драган Радоман 67’ · Драган Радоман 70’ |     | Иван Јаблан 11’ · Никола Вујовић 76’ |

| Сутјеска | 0:3 | Рудар                                                      |
| -------- | --- | ---------------------------------------------------------- |
|          |     | Иван Марковић 10’ · Иван Марковић 58’ · Драшко Божовић 76’ |

| Морнар           | 1:1 | Петровац   |
| ---------------- | --- | ---------- |
| Јован Вучинић 6’ |     | Јобоши 66’ |

| Искра                                      | 2:1 | Бокељ             |
| ------------------------------------------ | --- | ----------------- |
| Марко Становчић 78’ · Стеван Павићевић 89’ |     | Лазар Пајовић 40’ |

| Дечић                                                                                                 | 5:1 | Ибар              |
| --- | --- | ----------------- |
| Игор Ламбулић (пен) · Ријад Пепић 19’ · Демир Кркановић 22’ · Игор Ламбулић 54’ · Кристијан Вуљај 66’ |     | Ервин Мурић (пен) |

| Будућност                                                                           | 4:0 | Грбаљ |
| ----------------------------------------------------------------------------------- | --- | ----- |
| Марко Бурзановић 15’ · Марко Илинчић 22’ · Марко Бурзановић 47’ · Анђео Дробњак 73’ |     |       |

| Јединство | 0:0 | Младост |
| --------- | --- | ------- |
|           |     |         |

| Брсково                      | 2:1 | Зета              |
| ---------------------------- | --- | ----------------- |
| Видаковић 15’ · Аримитсу 42’ |     | Лука Кликовац 40’ |

## Четвртина финала
| пар | Клуб      | укупан рез. | Клуб   | 1. утак. | 2. утак. |
| --- | --------- | ----------- | ------ | -------- | -------- |
| 1   | Будућност | 2:0         | Зета   | 2:0      | 0:0      |
| 2.  | Ловћен    | 6:1         | Морнар | 3:1      | 3:0      |
| 3.  | Младост   | 1:4         | Бокељ  | 0:2      | 1:2      |
| 4.  | Дечић     | 3:4         | Рудар  | 2:2      | 1:2      |

### Извјештај

#### Прве утакмице
| Будућност                             | 2:0 | Зета |
| ------------------------------------- | --- | ---- |
| Марко Бурзановић 61’ · Дени Хочко 82’ |     |      |

| Дечић                                  | 2:2 | Рудар                                    |
| -------------------------------------- | --- | ---------------------------------------- |
| Ријад Пепић 89’ · Петер Љуљђурај 90+3’ |     | Недељко Влаховић 51’ · Иван Кнежевић 78’ |

| Ловћен                                                  | 3:1 | Морнар            |
| ------------------------------------------------------- | --- | ----------------- |
| Ђорђе Војводић 3’ (о.г.) · Милош Ђалац 24’ · Флавио 35’ |     | Ким Јанг Сеоп 21’ |

| Младост | 0:2 | Бокељ                                     |
| ------- | --- | ----------------------------------------- |
|         |     | Синиша Младеновић 31’ · Дејан Пепић 90+2’ |

#### Друге утакмице
| Зета | 0:0 | Будућност |
| ---- | --- | --------- |
|      |     |           |

| Рудар                                 | 2:1 | Дечић             |
| ------------------------------------- | --- | ----------------- |
| Иван Кнежевић 59’ · Иван Кнежевић 72’ |     | Демир Рамовић 69’ |

| Морнар | 0:3 | Ловћен                                                    |
| ------ | --- | --------------------------------------------------------- |
|        |     | Милош Ђалац 20’ · Иван Јаблан 29’ · Владислав Рогошић 77’ |

| Бокељ                              | 2:1 | Младост                  |
| ---------------------------------- | --- | ------------------------ |
| Милош Никезић 7’ · Дејан Пепић 40’ |     | Радивоје Голубовић 90+1’ |

## Полуфинале
| пар | Клуб      | укупан рез. | Клуб   | 1. утак. | 2. утак. |
| --- | --------- | ----------- | ------ | -------- | -------- |
| 1   | Будућност | 3:1         | Ловћен | 2:0      | 1:1      |
| 2.  | Бокељ     | 0:3         | Рудар  | 0:1      | 0:2      |

### Извјештај

#### Прве утакмице
| Будућност                              | 2:0 | Ловћен |
| -------------------------------------- | --- | ------ |
| Иван Пејаковић 64’ · Лука Мирковић 86’ |     |        |

| Бокељ | 0:1 | Рудар              |
| ----- | --- | ------------------ |
|       |     | Драшко Божовић 38’ |

#### Друге утакмице
| Ловћен            | 1:1 | Будућност             |
| ----------------- | --- | --------------------- |
| Жељко Марковић 5’ |     | Радомир Ђаловић (пен) |

| Рудар                                 | 2:0 | Бокељ |
| ------------------------------------- | --- | ----- |
| Иван Марковић 21’ · Иван Марковић 25’ |     |       |

## Финале
| Будућност                                                                                | 0:0 3:4(пен.) | Рудар                                                                            |
| ---------------------------------------------------------------------------------------- | ------------- | -------------------------------------------------------------------------------- |
| Радован Ђаловић · Момчило Распоповић · Лука Мирковић · Милош Раичковић · Милан Вушуровић |               | Драшко Божовић · Недељко Влаховић · Ермин Алић · Иван Марковић · Милош Радановић |

| Будућност | Рудар |

| GK              | 21  | Дамир Љуљановић    |  |      |
| RB              | 2   | Михаило Томковић   |  |      |
| CB              | 29  | Томислав Пајовић   |  | 6’   |
| CB              | 5   | Никола Вукчевић    |  |      |
| LB              | 20  | Момчило Распоповић |  |      |
| CM              | 24  | Лука Мирковић      |  |      |
| CM              | 22  | Иван Пејаковић     |  |      |
| CM              | 28  | Дени Хочко         |  | 66’  |
| CM              | `19 | Милош Раичковић    |  |      |
| AM              | 10  | Марко Бурзановић   |  | 108’ |
| CF              | 99  | Радомир Ђаловић    |  |      |
| Измјене:        |     |                    |  |      |
| DF              | 16  | Филип Митровић     |  | 6’   |
| CF              | 7   | Милан Вушуровић    |  | 66’  |
| CF              | 9   | Вуле Вујачић       |  | 108’ |
| Тренер:         |     |                    |  |      |
| Миодраг Вукотић |     |                    |  |      |

| GK          | 1  | Милош Радановић  |  |      |  |      |
| RB          | 3  | Ермин Алић       |  |      |  |      |
| CB          | 19 | Радуле Живковић  |  | 26’  |  |      |
| CB          | 18 | Стеван Рељић     |  |      |  |      |
| LB          | 11 | Душан Несторовић |  | 70’  |  |      |
| CM          | 6  | Алфонс Сопо      |  |      |  |      |
| CM          | 2  | Ријота Нома      |  | 105’ |  |      |
| CM          | 7  | Иван Ивановић    |  |      |  |      |
| CM          | 16 | Мироје Јовановић |  | 60’  |  |      |
| AM          | 22 | Предраг Брновић  |  |      |  |      |
| CF          | 24 | Недељко Влаховић |  |      |  |      |
| Измјене:    |    |                  |  |      |  |      |
| CM          | 14 | Драшко Божовић   |  | 60’  |  |      |
| CF          | 29 | Иван Кнежевић    |  | 115’ |  | 118’ |
| CF          | 17 | Иван Марковић    |  | 118’ |  |      |
| Тренер:     |    |                  |  |      |  |      |
| Срђан Бајић |    |                  |  |      |  |      |

| Помоћне судије: Милутин Ђукић Димитрије Мргуновић Четврти судија: Предраг Радовановић | Правила утакмице: - 90 минута. - 30 минута продужетака ако је потребно - Пенали ако је резултат и даље неријешен. - 12 резервних играча, од којих се три могу искористити. |

| Првак Купа Црне Горе |
| -------------------- |
| Рудар 4. Титула      |

## Листа стријелаца
| Пласман | Држава    | Играч              | Екипа     | Број голова |
| ------- | --------- | ------------------ | --------- | ----------- |
| 1       | Црна Гора | Иван Кнежевић      | Рудар     | 4           |
| 1       | Србија    | Иван Марковић      | Рудар     | 4           |
| 1       | Црна Гора | Милош Ђалац        | Ловћен    | 4           |
| 1       | Црна Гора | Игор Ламбулић      | Дечић     | 4           |
| 5       | Црна Гора | Драшко Божовић     | Рудар     | 3           |
| 5       | Црна Гора | Марко Бурзановић   | Будућност | 3           |
| 5       | Црна Гора | Марко Илинчић      | Будућност | 3           |
| 5       | Црна Гора | Немања Леверда     | Морнар    | 3           |
| 5       | Црна Гора | Миљан Влаисављевић | Зета      | 3           |
| 5       | Црна Гора | Дејан Пржица       | Бокељ     | 3           |

## Побједник купа у Лиги Европе 2016/17.

### Прва утакмица
| Кукеси     | 1:1 | Рудар                 |
| ---------- | --- | --------------------- |
| Ранхел 32’ |     | Милош Радановић (пен) |

### Друга утакмица
| Рудар | 0:1 | Кукеси          |
| ----- | --- | --------------- |
|       |     | Синдри Гури 79’ |